# Krajnik (wieś)
Krajnik (do 1945 r. niem. Buddenbrock) – wieś w Polsce położona w województwie zachodniopomorskim, w powiecie gryfińskim, w gminie Gryfino. 
W latach 1975–1998 miejscowość administracyjnie należała do województwa szczecińskiego.
Zobacz też: Krajnik Dolny, Krajnik Górny